# 根管治療

根管治療の手順。左から、不健康な傷んだ歯。歯科用ハンドピースによる歯髄腔の開拡。歯内用ファイル（リーマーとも言う）を用いた根管の洗浄および成形。ガッタパーチャの根管充填材およびクラウンによる修復。

根管治療（こんかんちりょう, 英:Root canal treatment）は、炎症や感染を起こした歯髄のための治療手法で、痛んだ歯髄を除去して根管を入念に消毒し、将来的な感染を防ぐため根管に詰め物をする治療法のこと。感染根管治療または歯内療法(endodontic therapy)とも呼ばれる。歯内療法学の一分野であり、歯内療法学は歯科保存学のひとつである。
根管およびそれと繋がる歯髄腔（または髄室）は、神経組織、血管その他の細胞が自然存在する、歯内の物理的な空洞である。これらの物が集まって歯髄を構成している。歯内療法には、これら構造体の除去、その後の整形、洗浄、歯内用ファイルや洗浄液を使った空洞の除染、および除染した根管の閉塞（充填）などが含まれる。洗浄と除染が行われた根管への充填は、ガッタパーチャや一般的に酸化亜鉛ユージノールセメント（国内では「ネオダイン」の製品名で知られる）などの不活性充填材を用いて施術がなされる。一部の根管施術ではエポキシ樹脂を使ってガッタパーチャを結束する。
歯内療法は歯根手術と同じく、一般的にまだ救済の可能性がある歯に対して行われる。

## 施術手順
手順は病状次第で複雑化することも多く、数週間にわたって複数回行うこともある。

第17歯の治療例
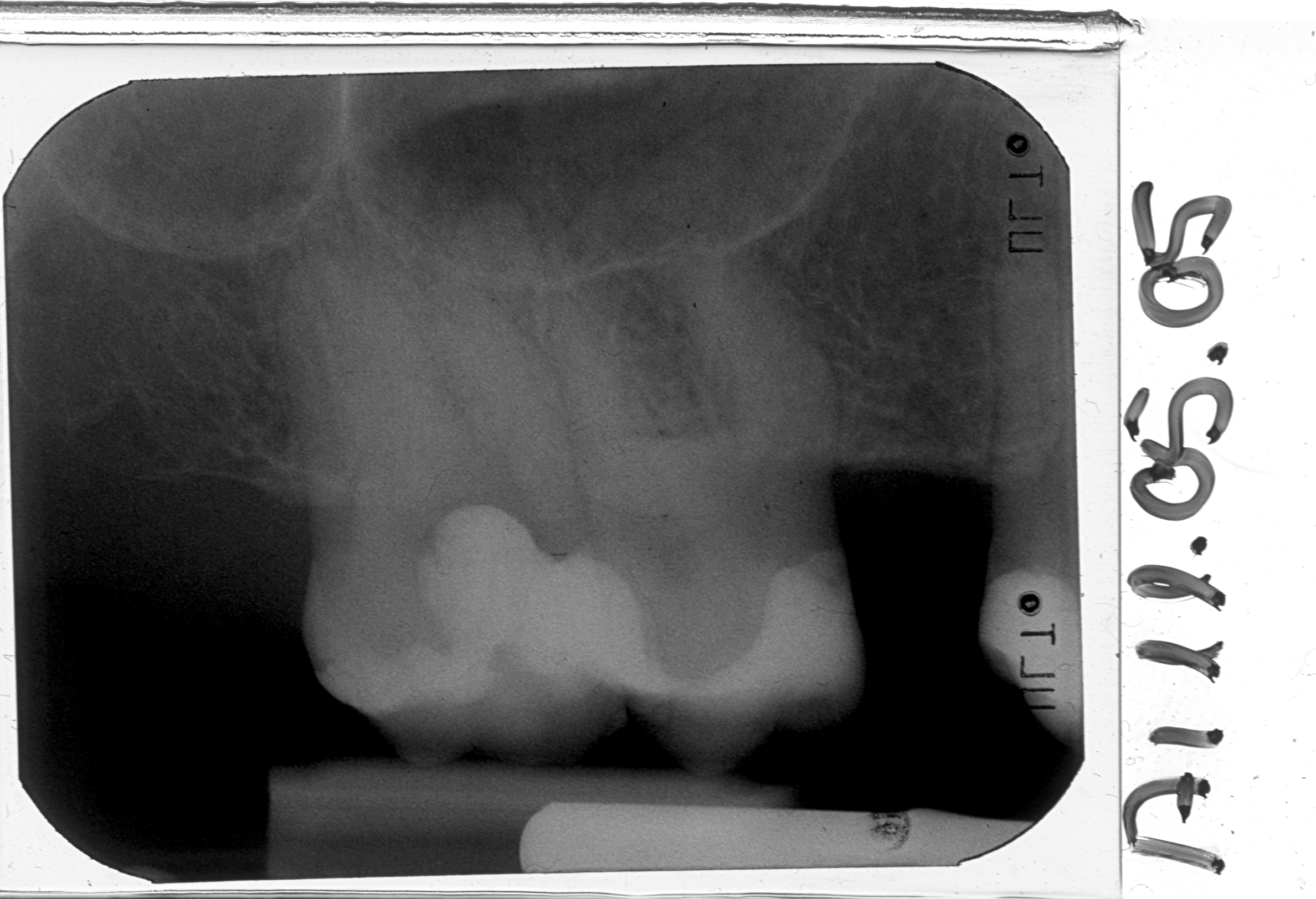
治療前X線
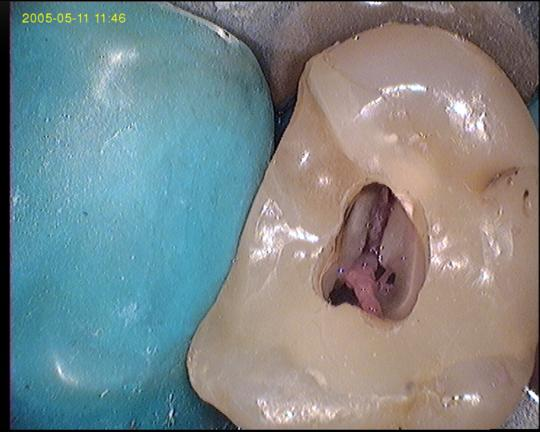
穿孔し抜髄
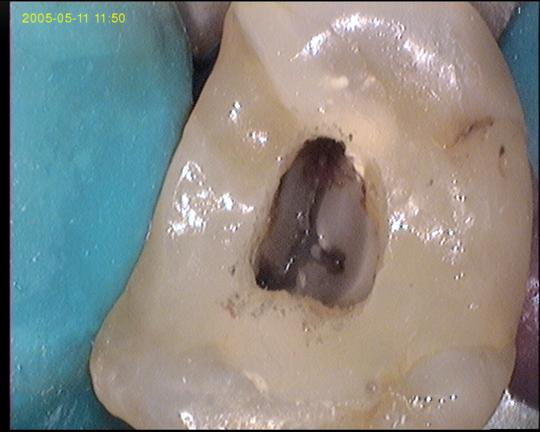
抜髄完了
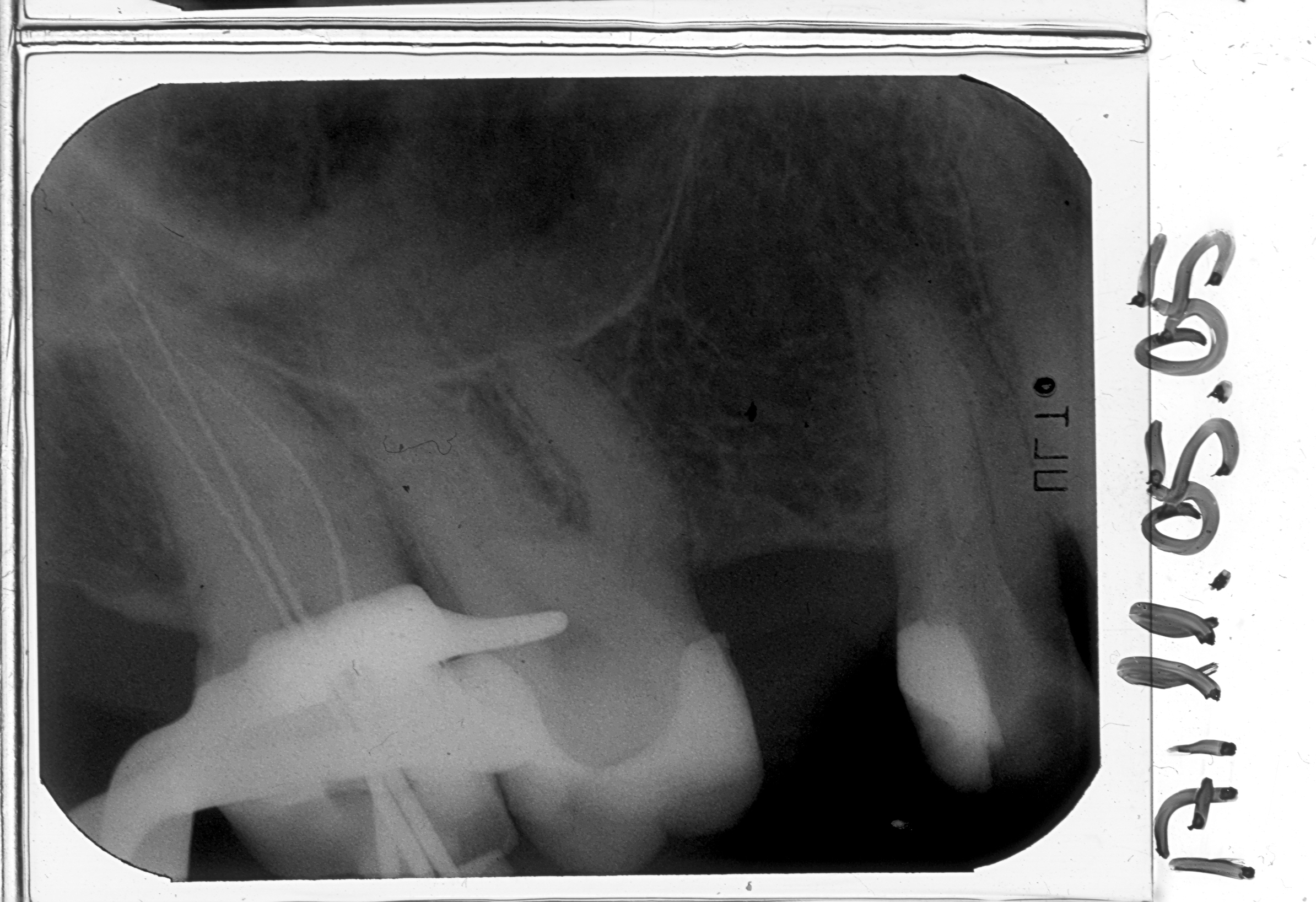
抜髄後のX線
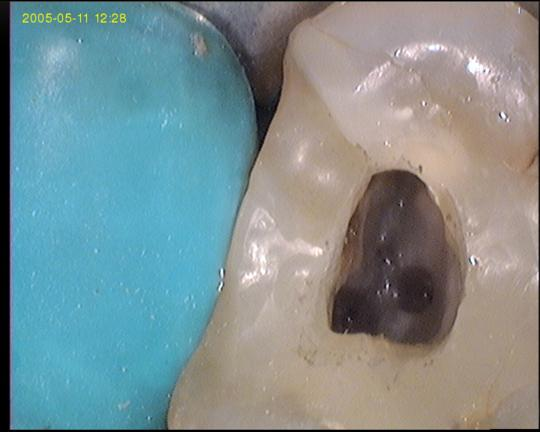
3つの根管を消毒
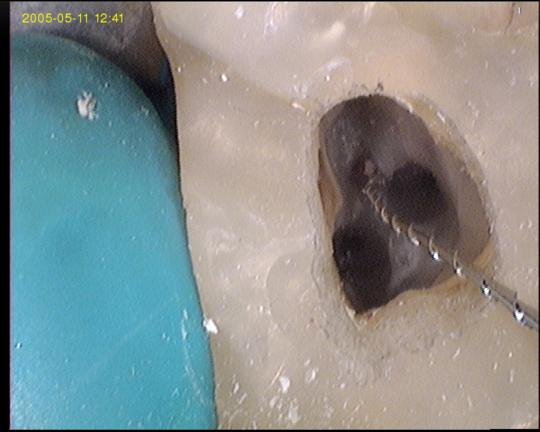
4つめの根管が見つかった
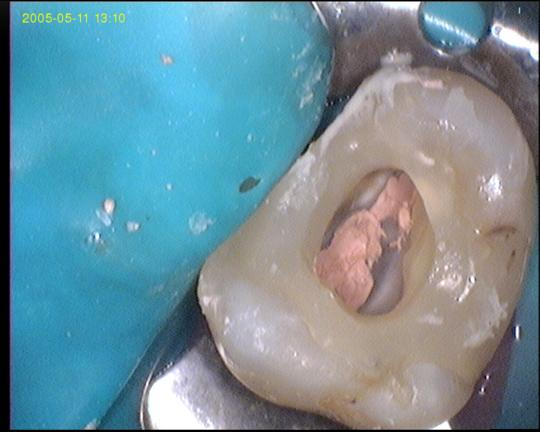
4つ全ての根管を処置
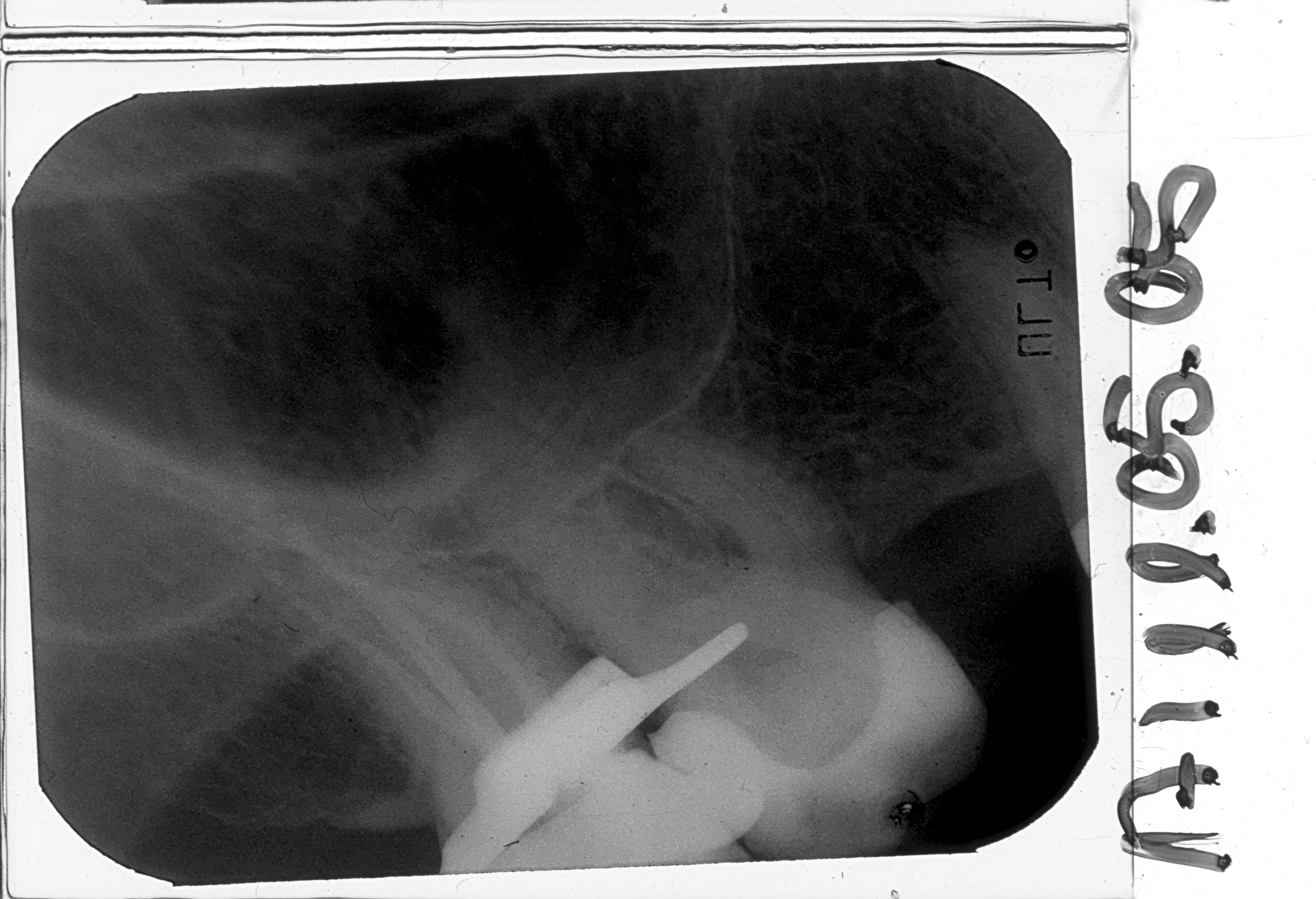
処置後のX線
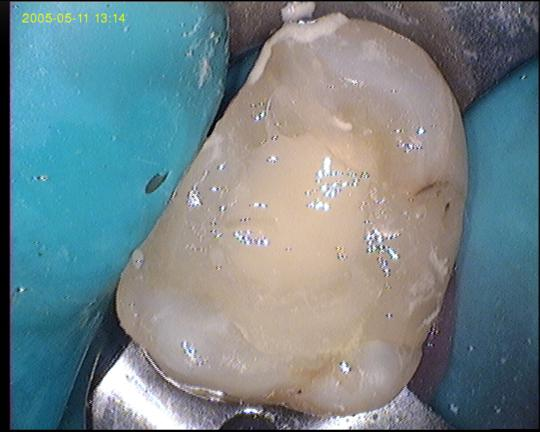
封印
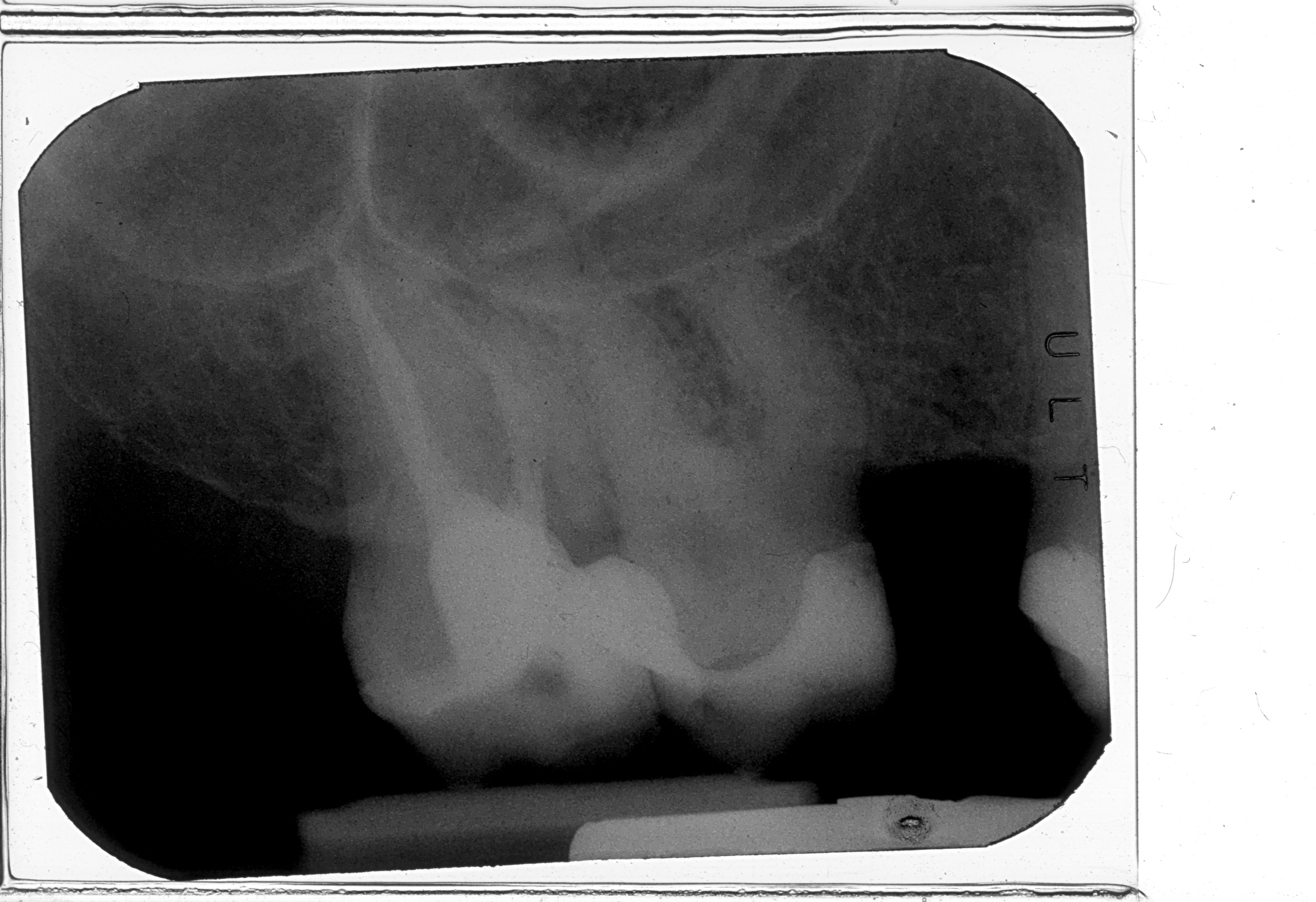
20か月後のX線

### 診断と準備

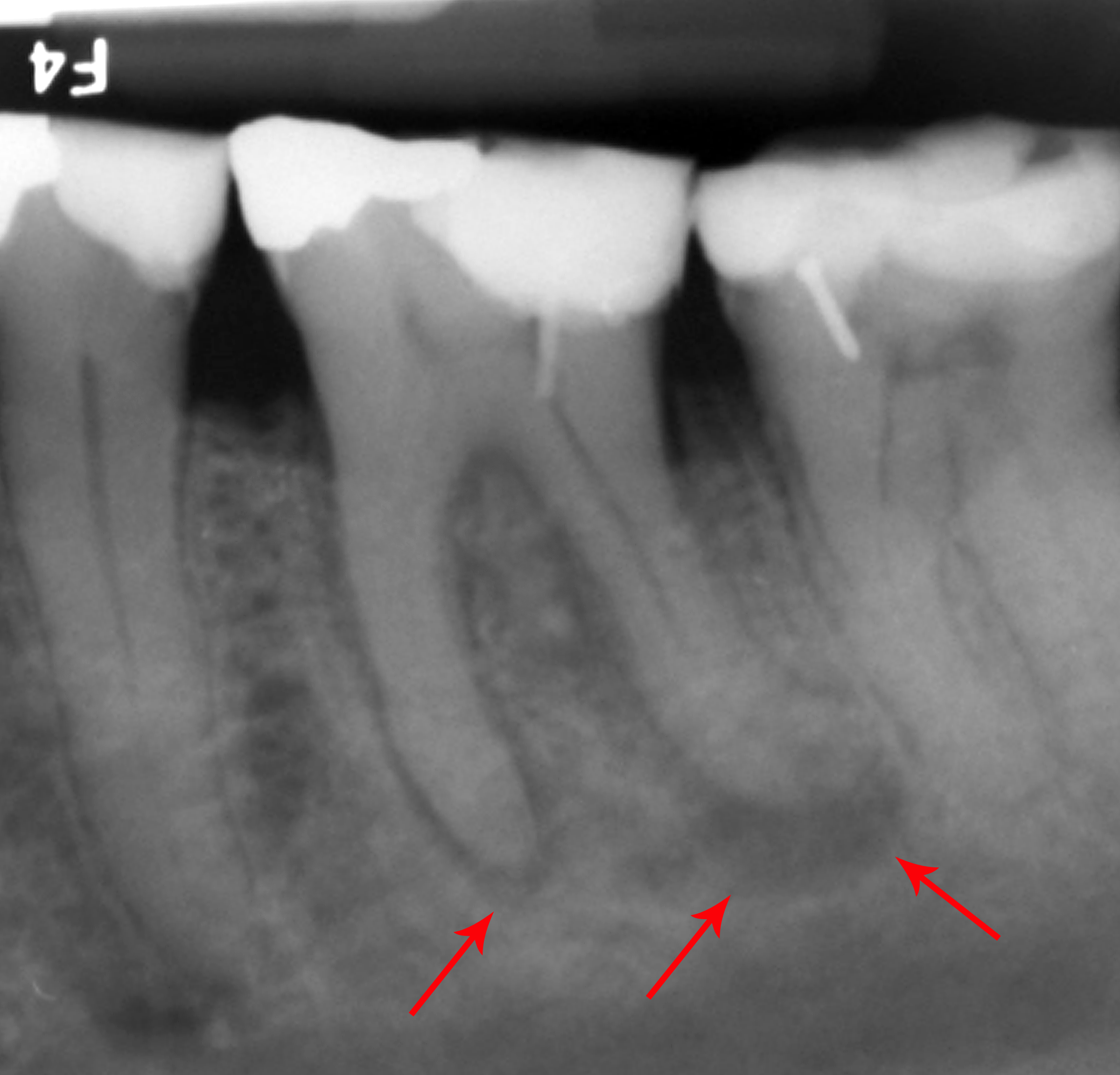
歯根尖部の腫瘍が確認されるX線写真

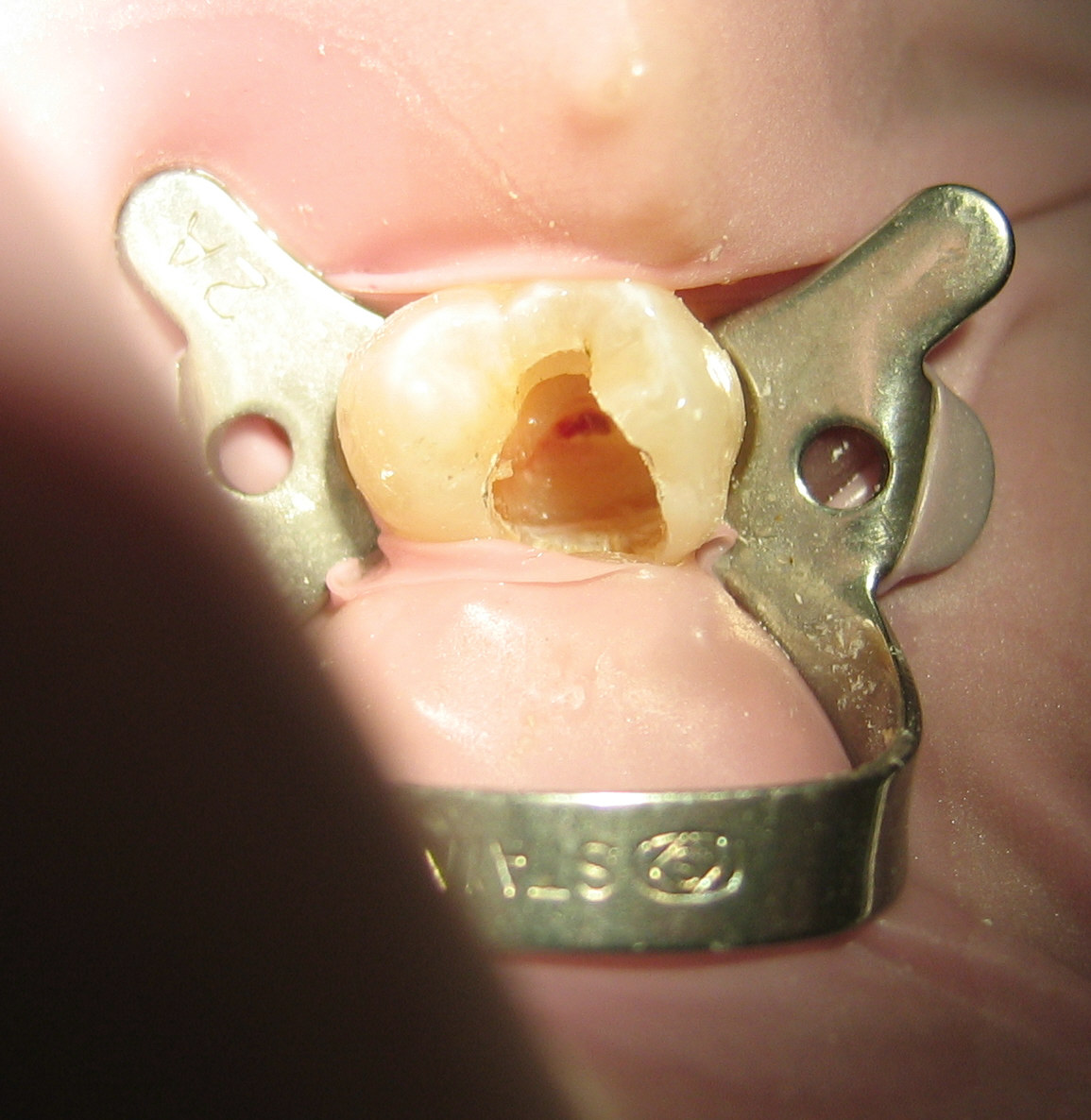
咬合崩壊で穿孔した左上顎第二小臼歯（左上5番、アメリカ式だと#13。歯髄腔内部に齲蝕の発露（赤い楕円）が見られる。この写真は歯内療法が開始されて歯髄腔の上部歯冠が除去された後に撮影されたもの。

歯内療法が実施される前に、歯髄および周囲の歯根尖端組織の正しい診断が必要である。この診断によって歯内治療医は最も適切な治療選択肢を選ぶことができ、歯および周囲組織の保存や長期維持が可能となる。不可逆的な炎症を起こした歯髄の治療法の選択肢は、抜歯または抜髄処置（根管治療の手法）のいずれかになる。
感染や炎症を起こした歯髄組織を除去することで、歯内治療医は歯の寿命および機能を維持促進できるようになる。期待できる歯の予後および患者の希望を考慮に入れて、治療法が選択される。臨床検査（口の内部外部両方）や診断試験を行うことで、完全な履歴（患者の症状および病歴を含む）の把握が必要とされる。
歯髄および周辺組織の診断に有用となる診断試験が幾つかあり、以下のものが含まれる。
- 触診（これは、腫れや圧痛の有無を確認するべく、覆われている組織から歯根の先端が感じられる場所について行う）
- 可動性（これは、歯槽内で正常な動きを超える歯があるか否かを評価する）
- 打診（優しく打診して、叩かれた歯の圧痛や柔軟性を確認する）
- 透光（留意すべき破断の有無を確認するために歯を通して光を照らす）
- 歯損傷診断（これは、患者がプラスチック製の器具を噛むよう依頼される検査。これは患者が噛むと痛みを訴える場合に有用で、その歯を特定するために使用される）
- レントゲン写真
- 歯髄テスト（英語版）

歯が（虫歯、亀裂などで）ひどく侵されていて、将来的な感染が起こりそう又は避けられないと考えられる場合、そうした感染を防ぐための歯髄切除術（歯髄組織の除去）が推奨される。 通常は、ある程度の炎症ないし感染症が歯の内部または下部に既に存在している。感染を治して歯を救うため、歯医者は歯髄腔に穴をあけて感染した歯髄を取り除き、それからファイル（またはリーマー）として知られる長い針状の器具で根管から神経を摘出する。

### 歯冠内の開拡

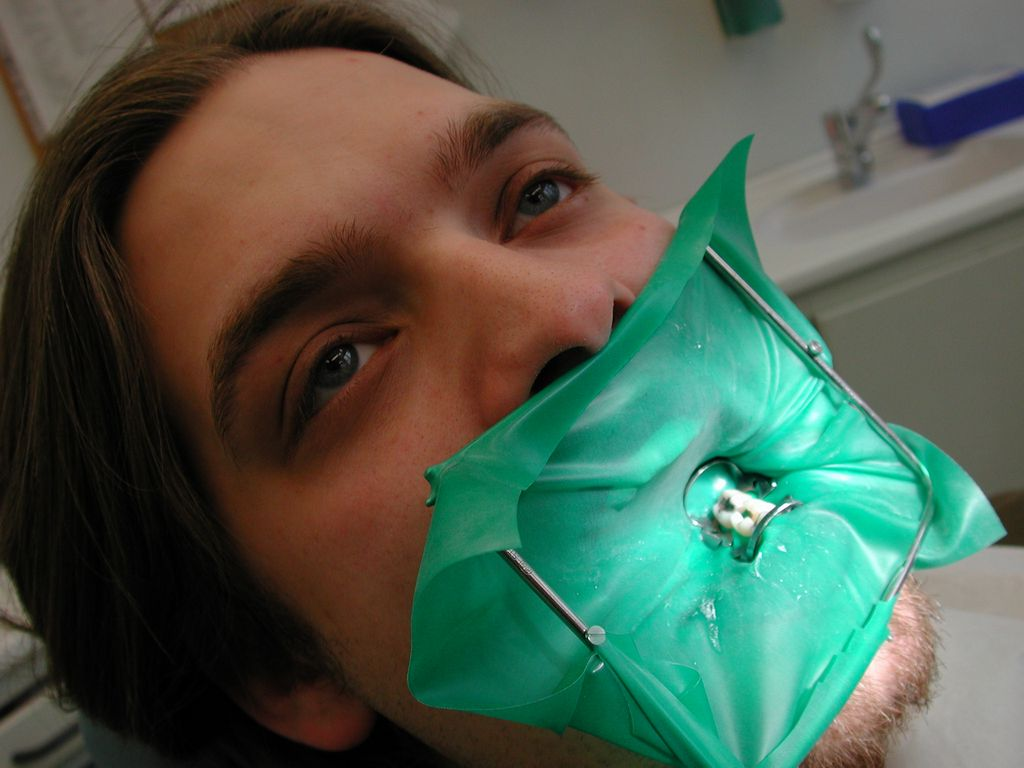
歯科ラバーダム

歯内治療医は、一般に歯科用ドリルを使用して、歯のエナメル質および象牙質組織を貫通する開口部を形成する。
歯の隔離
歯を隔離するためのラバーダムの使用は、次に挙げるいくつかの理由により歯内治療において必須である。
1. 口腔および唾液の汚染から歯を隔離して、無菌の手術野を提供する。唾液による根管汚染は、予後を危うくする新たな微生物を根管に導いてしまう。
2. 根管系を洗浄にするのに必要な強い薬剤の使用を容易にしてくれる。
3. 歯内療法器具の吸入や嚥下から患者を保護する。

### 歯髄組織の除去

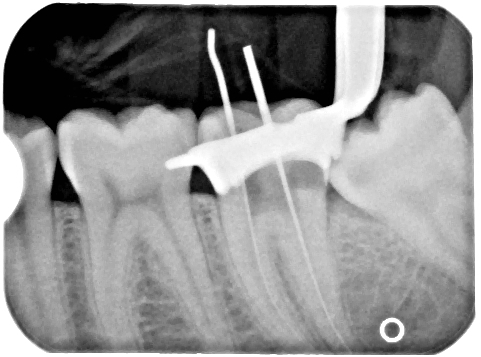
根管手術のレントゲン映像。2本の細い針状器具がファイル（またはリーマー）。

#### 成形術
歯内療法に向けた機械的根管形成については、多くの繰り返しによる進歩が生じている。最初のものは「標準化技術」と呼ばれ、1961年にイングルによって開発されたものだが、作業距離の損失、段取り間違いや段階飛ばし、誤った穿孔をしてしまう恐れなどの難点があった。後の改良が数多くあり、一般的に「テクニック（技法）」として形成法が説明されている。 これらの具体例には、ステップバック法、全周ファイリング、ステップダウン法、ダブルフレア法、クラウンダウン法、バランスドフォース法などの技法がある（歯内療法学を参照）。
テレスコピックやシリアル根管形成としても知られるステップバック法は、2段階に分けられる。第一段階では作業長（施術距離）が確定されて、その後サイズ25のK型ファイルが作業長に到達することで根尖部が繊細に形成される。第二段階では、残りの根管が手動または回転式器具を用いて形成される。しかしながら、この施術は不注意で尖部移設をしてしまう恐れなど幾つか難点がある。 使用器具の長さ間違いでも起こりうるが、これは修正用ステップバックで対処可能となっている。 砕片の詰まりは受動的なステップバック法で対処可能である。クラウンダウンは、歯科医がマスターアピカルファイルで根管全体の開通性を調べた後、歯冠部から始まる根管を形成する施術である。

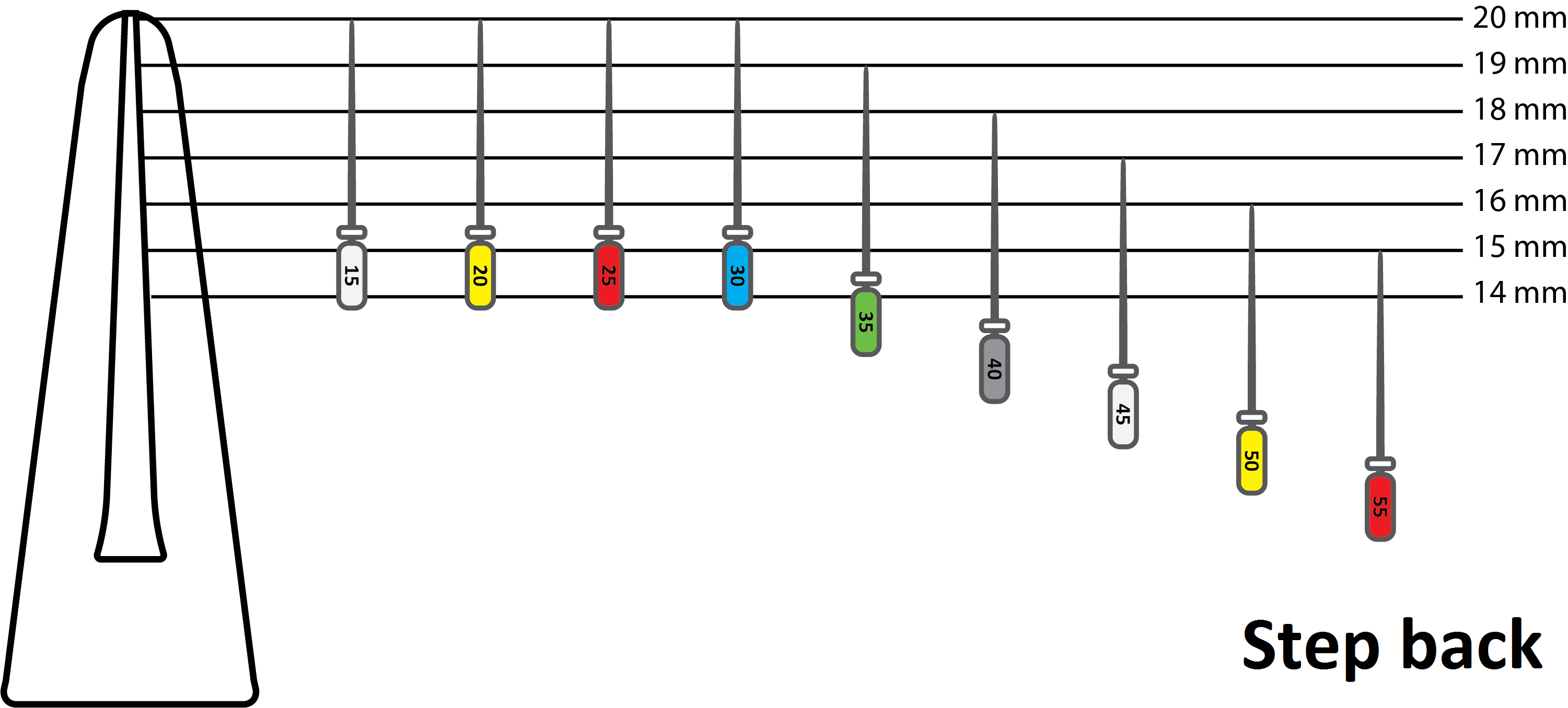
ステップバック法の例
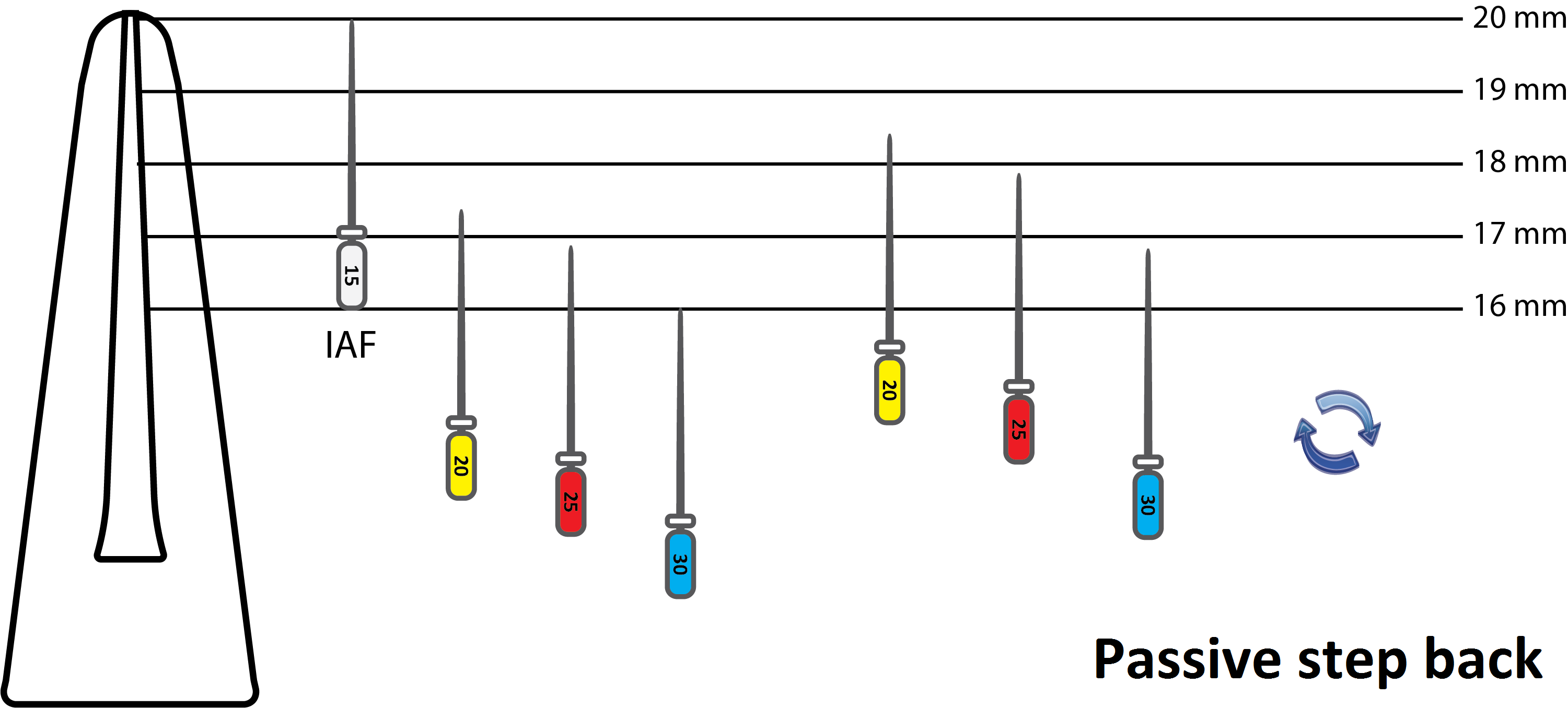
パッシブステップバック法の例
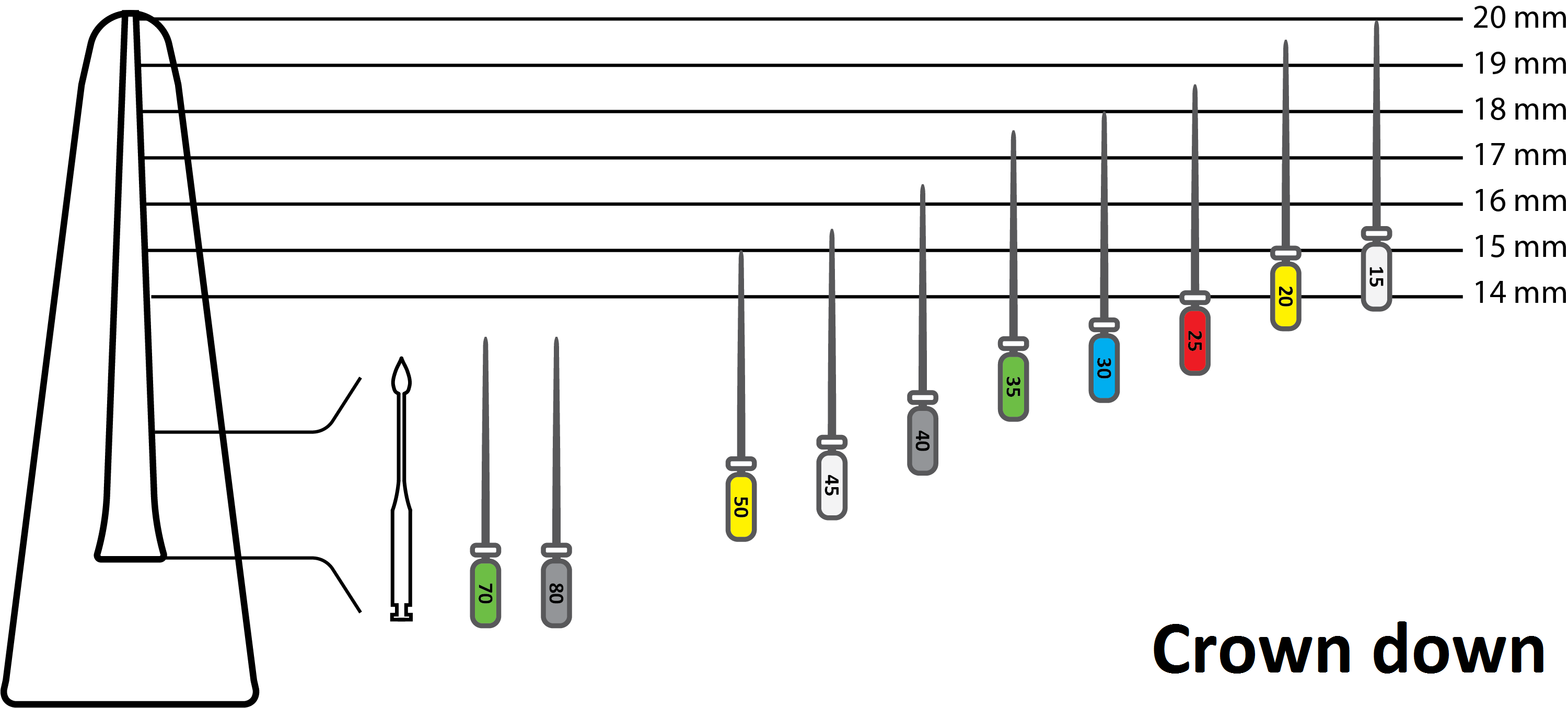
クラウンダウン法の例

ステップバックとクラウンダウンを組み合わせたハイブリッド施術がある。根管の開通性検査の後、歯冠の3分の1をハンドドリルまたはゲーツグリデンドリルで形成し、次に作業長を決定し、最後にステップバック法で根尖部を成形する。ダブルフレアは小さいファイルを用いて根管を探索する施術である。その後、K型ファイルを使用してクラウンダウン法で根管を形成し、ファイルのサイズを大きくしながら1mmの増分で「ステップバック」の形成を行う。「三回法」とも称される早期根管拡大術でも、根尖部はアペックスロケーターを用いた作業長の査定後に形成を行う。 その後、ゲーツグリデンドリルで（歯冠および中央部1/3のみを）徐々に拡大していく。 3回目の施術により、歯科医は「根尖に達し」、そして必要ならサイズ25のK型ファイルの孔を形成する。 最終段階は2つの研磨手法に分かれる。最初は1mmズレの器具を用いて、2段階目では0.5 mmズレを用いて行う。
これらの施術は全て、頻繁な洗浄およびマスターアピカルファイルという根尖孔に達する小さなファイルを用いた反復作業も含めたものである。高周波超音波に基づく技法もある。これらは複雑な解剖学的構造である場合や、失敗した以前の歯内療法からの残留異物の回収をする場合に特に有用である。

#### 器具での手術技法
僅かに異なる反湾曲技法が2つある。 バランスドフォース法では、歯科医はファイルを根管に挿入して時計回りに4分の1回転させ、象牙質をかみ合わせつつ、その後は次に反時計回りに半回転または3/4させて、根尖方向に圧力をかけ、以前にかみ合わせた組織を切り落とす。 バランスドフォースから他の技法が２つ派生している。逆バランスドフォース（最初に反時計回りで、次に時計回りに回転させる）と、穏やかな「フィード＆プル」で、これは器具を4分の1回転させて噛み合わせ後に歯冠を動かすが、長時間は行わない。

### 洗浄
根管は洗浄剤で洗い流される。一般的なものを幾つか挙げると以下の通り。
- 濃度が0.5%-5.25%間の次亜塩素酸ナトリウム(NaClO)[20][21][22]
- 隅や隙間へうまく流れ込むための表面改質剤を含む6%次亜塩素酸ナトリウム
- 2%グルコン酸クロルヘキシジン
- 0.2%グルコン酸クロルヘキシジンに0.2%セトリモニウムクロリド（これも殺菌消毒薬）を加えたもの
- 17%エチレンジアミン四酢酸(EDTA)
- 硫酸フラジオマイシン
- クエン酸、ドキシサイクリン、ポリソルベート80（非イオン性界面活性剤）の混合物(MTAD)
- 生理食塩水
- 無水エタノールに近いもの

化学洗浄の主な目的は、微生物を殺すと共に歯髄組織を溶解させることにある。次亜塩素酸ナトリウムやクロルヘキシジンなどの特定の洗浄剤は、インビトロ（試験管内で行う模擬生体実験）にて有効な殺菌剤であることが証明されており、世界中の根管治療にて広く使用されている。 しかしながらシステマティック・レビューによると、治療の予後（短期と長期の両方）の観点から、ある洗浄剤の使用を別のものよりも支持する良質な証拠は不足している。
根管洗浄のシステムには、手動攪拌と機械補助攪拌という2分野の技法がある。手動洗浄には陽圧洗浄が含まれ、これは一般的に注射器と横穴針を用いて行われる。機械補助洗浄の技法は音波や超音波を用いたり、根尖部の陰圧洗浄を行うさらに新しいシステムを含んでいる。

### 根管充填
標準の充填材はガッタパーチャで、これはグッタペルカノキの樹液から調製された天然ポリマーである。 標準的な歯内療法技法は、仮封用セメントと共に円錐型のガッタパーチャポイントを洗浄された根管に挿入するものである。別の技法は、溶融または加熱軟化したガッタパーチャを使い、それを次に根管路に注入ないし圧接する。 しかしながら、ガッタパーチャは冷えるにつれて収縮するため温熱技法は信頼性に乏しく、時には技法の組み合わせが用いられる。ガッタパーチャは放射線不透過性なので、その後根管の通路が完全に埋められて空隙がないことを（レントゲン撮影で）確認することができる。
代替の充填材は、1950年代初頭にアンジェロ・サルジェンティによって発明された。充填材は長年にわたり数種類の調製（N2、N2ユニバーサル、RC-2B、RC-2Bホワイト）が行われているが、いずれもパラホルムアルデヒドを含んでいる。 パラホルムアルデヒドは、根管内に注入されるとホルムアルデヒドを形成して、これが通路に浸透して殺菌を行う。ホルムアルデヒドは理論的には無害な水と二酸化炭素に変換される。一部の調査によると、この手法の結果はガッタパーチャを用いて行われた根管手術よりも優れている。しかしながら、スウェーデンの医療技術評価評議会によると、疑念の余地なき科学的研究が欠如しているとのことである。

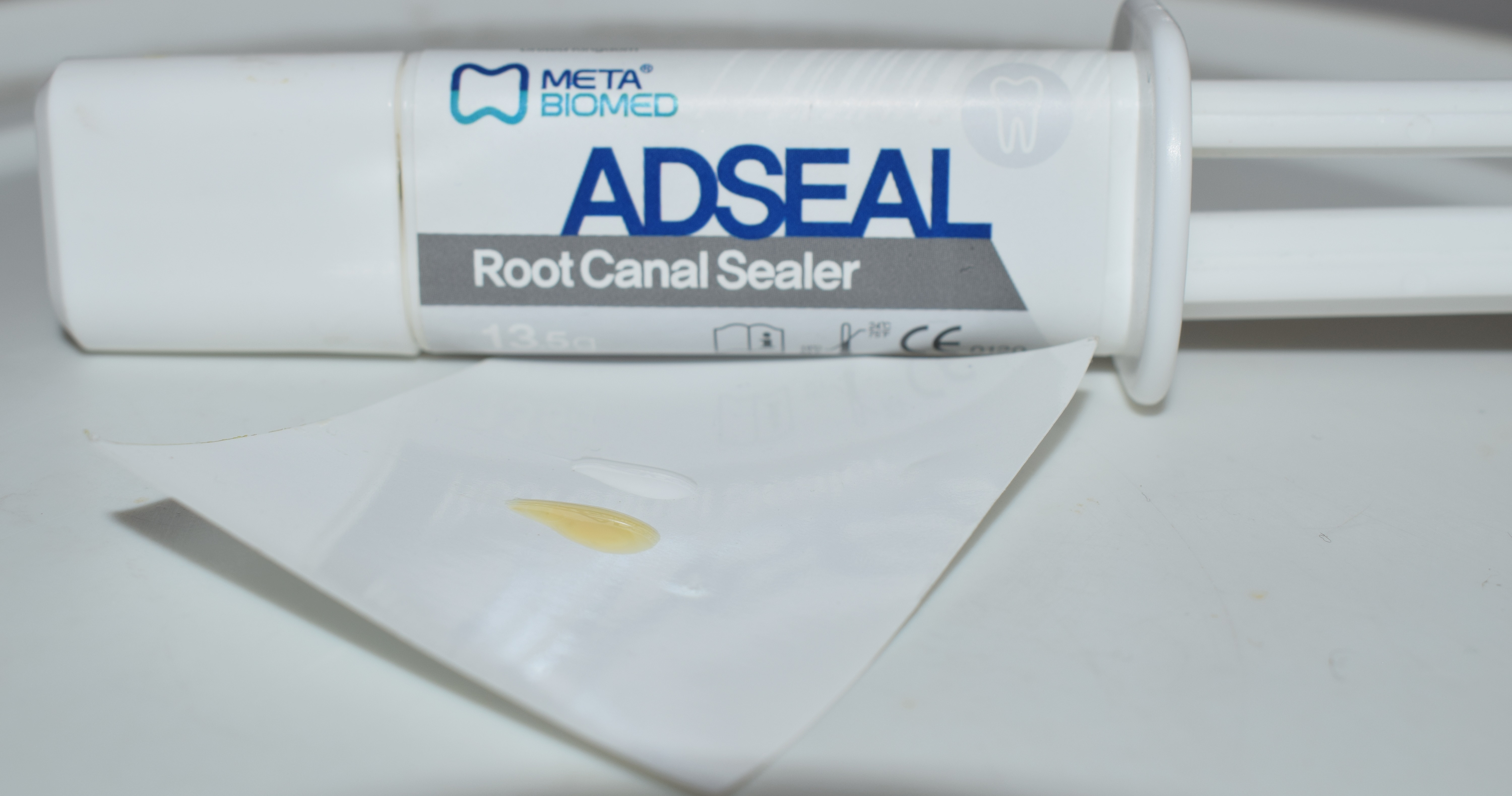
ガッタパーチャと根管壁および円錐のガッタパーチャポイントとの間にある隙間を埋めるのに使われる根管充填シーラー。

稀なケースとして、(充填シーラーの）ペーストが他の材料と同じ様に、根管を過ぎて周囲の骨に入ってしまう事がありうる。 これが起こる場合、ホルムアルデヒドは直ちに無害な物質に変わる。 血液は通常1リットルあたり2mgのホルムアルデヒドを含み、身体は数秒でこれを調節する。過剰充填の残りは徐々に吸収され、最終的な結果は一般に良好である。1991年に、アメリカ歯科医師会(ADA)の歯科治療学評議会はこの治療法が「非推奨」であると再決議し、米国の歯科学校では教えられないとした。 歯内療法における科学的証拠はあるものの、まだ不足している。こうしたサポートの欠如にもかかわらず、サルジェンティの技法はN2がより安価で少なくともガッタパーチャと同じくらい安全だと信じる人達に支持されている。
歯根尖部周囲の膿瘍の酸性度によって麻酔の不活性化が起こるため、鎮痛管理を成し遂げるのが難しいことがある。 時には、膿瘍が排出されて抗生物質が処方され、炎症が和らいだ時に施術が再試行されたりもする。ドレナージ（排膿）して圧力緩和を促進することができるよう、その歯の歯冠を取り払ってしまうこともありうる。
クラウンや類似の被せ物をセメント固定する前に歯の破折を防止する手段として、根管治療が施された歯の噛み合わせを和らげることがある。 時には歯科医は、感染した歯髄を全て取り除いてから、歯にドレッシング材や仮封材を施すことで歯の予備治療を行う。これは抜髄処置と呼ばれる。また歯科医は神経組織の90%を含む歯髄の冠状部だけを除去し、歯根内の歯髄を手付かずのまま残したりもする。「生活歯髄切断法」と呼ばれるこの施術は、本質的に全ての痛みを取り除く傾向がある。 歯髄切断法は感染した乳歯（第一生歯）のための比較的決定的な治療法であるかもしれない。抜髄処置および歯髄切断法の施術は、根管治療を終えるにあたっての経過観察の来診まで痛みを排除することを目的としている。 痛みのさらなる発現は、感染が継続中であるか生きている神経組織が残っていることを示すことになる。
その部位を徹底的に殺菌するため、一部の歯科医は水酸化カルシウムペーストで根管を仮封することを決定したりする。この強塩基は消毒および周辺組織の炎症を減らすため1週間以上その場に残され、患者は施術を完了するために2度3度目の往診に戻る必要がある。 しかしながら、この複数回診のオプションからは何の効用も現れず、実際には1回の施術のほうが複数回よりも患者の転帰が良好になることが（統計的に有意ではないが）示されている。

### 仮封
往診期間は仮封材が充填される。仮封の漏れは、唾液中の細菌に根管を再感染させてしまう恐れがある（歯冠への微小漏出）。側面または垂直方向の凝縮を用いてガッタパーチャと根管充填シーラーで閉塞された全ての根管が、唾液に曝された時点から30日以内に再汚染されていたことをカヤット達は示した。したがって、根管治療の間ずっと歯冠封鎖を維持することは、処置の成功にとって非常に重要である。

### 最終的な修復
根管治療を受けた臼歯および小臼歯は、歯尖部を覆うクラウンで保護されるべきである。これは、（感染および施術が）根管体系に達するとかなりの量の歯牙構造を除去してしまうためである。臼歯や小臼歯は咀嚼に使われる主要な歯であり、歯尖補綴せずにいると将来的には確実に破折してしまう。一般的に前歯は、齲蝕による広範な歯の喪失または審美的観点や異常咬合がある場合を除き、根管施術後に完全修復する必要はない。歯冠または歯尖部を保護する金の被せ物を嵌めることは、治療された歯の密封に最高の能力を有するため推奨されている。
歯根充填された歯の修復について、従来の詰め物と比較するとクラウンの効果を評価する証拠は不十分であり、修復の決定は施術者の臨床経験および患者の意向に拠るべきである。歯が完全に密封されていないと、最終的には失敗となりかねない。また、一度歯の根管治療を受けたらそれ以上虫歯になったりしないと多くの人が信じている。しかしそれは間違っており、根管治療を受けた歯が齲蝕に罹る可能性はまだあるので、家庭での適切なケアと十分なフッ化物塗布を怠っていると、歯牙構造がひどい齲蝕に罹る場合もある（神経が取り除かれているため患者の知らないうちに、歯に何の痛覚もないままで）。それゆえ、齲蝕による修復不能な損壊が根管治療後の抜歯の主な理由であり、最大で抜歯の3分の2を占めるという。したがって、 患者が気付かないだろう問題が歯にないことを確認するためにも、根管を定期的にレントゲン撮影することが非常に重要である。

## 歯内再治療
歯内治療は様々な理由で失敗することがある。一般的な失敗の理由の1つは、根管の不適切なデブリードマン（病巣除去）である。これには、歯内への到達が不十分、組織構造の見落とし、根管の形状が不適切（特に根管の根尖部3分の1の箇所で）などが原因かもしれず、また歯髄から歯周組織へとランダムな方向に延びる微細な副根管（枝分かれした根管）に到達することが難しいことも原因に挙げられる。枝分かれの副根管は、主に根管の先端3分の1において発見される。
封鎖充填材の口腔環境への曝露は、ガッタパーチャが口腔細菌で汚染されてしまったことを意味している可能性がある。 複雑で高価な修復歯科が熟考される場合、失敗のリスクを最小限にするため、理想的には汚染されたガッタパーチャは再治療の施術において再置換されることになろう。
失敗した根管内で見つかる細菌の種類は、通常の感染した歯とは異なる場合がある。 エンテロコッカス・フェカリスや他の通性腸内細菌またはシュードモナス属などが、これら状況で発見されている。
歯内治療は技術的要求の厳しいものである。 歯科医による細心の注意が必要とされるため、それは時間のかかる施術にもなりうる。 再治療の症例は一般的に歯内治療の専門医に持ち込まれる。手術顕微鏡や拡大鏡の使用が結果を向上させる場合もある。

## 使用器具および設備
2000年以降、根管治療の技能と科学分野には大きな革新が見られる。歯科医は根管施術を最適に行うため、現時点のコンセプトについて教育を受ける必要がある。根管治療はより自動化されており、機械駆動の回転技術やより高度な根管充填方法のおかげで、より迅速に行うことが可能となっている。1回の歯科訪問で多くの根管施術が行われるが、これは約1-2時間かかる場合がある。より効率的で科学的な根管寸法の測定を可能にする新技術（例えばコーンビームCTスキャン）が利用可能だが、歯内療法におけるCTスキャンの使用が正当化される必要がある。多くの歯科医は根管治療を実施するために歯科用ルーペを使用しており、ルーペまたはその他の拡大鏡（例えば手術用顕微鏡）を使用して行われる施術は、それら無しで行う施術よりも成功する可能性が高い。一般の歯科医もこれら先端技術に精通しつつあるが、それらはまだ根管の専門家（歯内治療医として知られる）によって使用される可能性が高い。
レーザー根管手術は論議を呼んでいる技術革新である。レーザーは速いかもしれないが、歯全体を完全消毒すると示されたことはなく、損傷を引き起こす恐れがある。

### 術後の痛み
手動器具の使用と比較すると、回転器具の使用は歯内治療後に起こる痛みの発生率低下と関連している、と幾つかの無作為な臨床試験が結論づけた。不可逆的な歯髄炎症状に苦しむ患者には、コルチコステロイドの経口注射が疼痛を最初の24時間以内に軽減させることが判明した。

## 施術由来の余病

### 器具の破損
根管治療中に器具が分離（破損）することがあり、それは施術中に使用された金属製ファイルの一部が歯の内側に残ることを意味する。 許容レベルの洗浄および成形が既に完了していて、断片を除去する試みが歯を損傷させてしまう恐れがある場合、ファイルの断片は取り残されることがある。患者を不安にさせる潜在要素ではあるものの、金属支柱、アマルガムの詰め物、金歯、義歯の 金属焼付ポーセレン など、歯の内側に金属を入れるのは比較的一般的である。ファイル分離の発生率は治療が行われている歯の狭さ、湾曲、長さ、石灰化、歯根の数に比例する。分離したファイルの障害物による洗浄不完全な根管から生じる合併症は、外科的根管治療で対処可能である。歯内治療用ファイルの破砕リスクを最小限にするためには以下のことが挙げられる。
- 窩洞形成ではファイルを直線的に根管内へ導入できるよう確保する
- 大きいニッケルチタンファイル(NiTi)を使用する前に進入路を作る
- 製造元の推奨する速度およびトルク設定で回転式機器を使用する
- ファイルの過剰使用を防ぐためファイル使い捨ての方針を採用する
- 根管内へ挿入する前にファイルを毎回徹底的に検査する
- 十分な量の洗浄液を使用する
- 急カーブや裂開した根管での回転式ファイルの使用を避ける

### 次亜塩素酸ナトリウムの事故
次亜塩素酸ナトリウムの事故は、即時の激痛反応とそれに続く浮腫、血腫、斑状出血であり、最終的な解決策としては歯の境界から逃がして根尖周囲の空間に入れることである。これは洗浄剤注入器の結束や過圧による医原病として起こる場合があり、また歯に尋常でない大きさの根尖孔がある場合にも起こる可能性がある。通常は自己治癒的で、完全な治癒までに2-5週間かかることもある。

### 歯牙変色
歯の変色が根管治療の後に起こるのは一般的である。ただし、その正確な原因は完全に解明されてはいない。歯髄系の壊死性軟部組織の完全な除去ができないと、染色を引き起こす可能性があり、ある種の根管充填材（例えばガッタパーチャや根管密封セメント）も染色を引き起こす可能性がある。 また別の可能性要因として、歯髄が一旦除去された後の象牙細管内の歯髄圧不足が、飲食での染色を象牙質にもたらすことがある.。

### 質の悪い根管充填

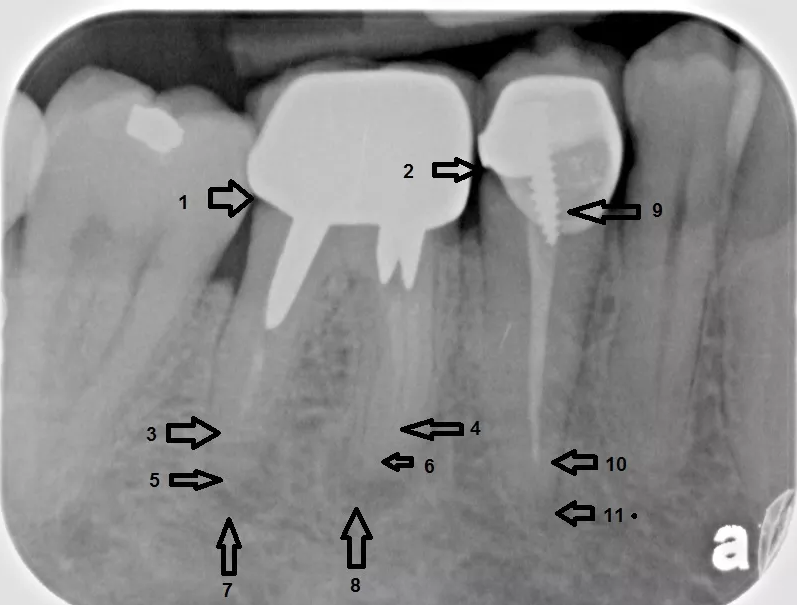
粗悪な根管治療のレントゲン図

根管治療における一般的なもう1つの合併症は、根管の全長がガッタパーチャ等の根管充填材で完全に洗浄充填されていない（閉塞されていない）場合に起こる。右のX線写真は、粗悪な根管治療を受けた2本の隣接する歯を示している。根管充填材(3,4,10)が歯根の終端(5,6,11)まで届いていない。歯根の底にある丸い影(7,8)は周囲の骨への感染を示している。 推奨される治療法は、可能であれば根管治療をやり直すか、または抜歯してデンタルインプラントを装着することである。

## 転帰と予後
根管治療を受けた歯が治癒しない場合もある。例えば、歯科医が歯内の全ての（汚染された）根管を発見しきれなかったり、全てを洗浄充填しきれなかった場合である。上顎大臼歯では、歯根が3本だけでなく4本ある可能性が50％以上あるが、4本目の根管はしばしば「近心頬側第二(MB2)」と呼ばれ、確認が非常に難しい傾向があり、それを視認するのに特別な器具と倍率が必要になる事も多い （最も一般的には上顎第一大臼歯に見られ、MB2根管の存在がその歯の平均76-96％にあることを複数の研究が示している）。この感染した根管は、継続的な感染や歯の「フレアーアップ」を引き起こす場合がある。どの歯にも予想より多くの根管がある可能性があり、根管施術が行われる際にこれらの根管が見落とされてしまうことがある。時には根管が一般的な形状ではなく、洗浄および完全充填ができなくなっていて、感染した物質の一部が根管に残ってしまう場合もある。また時には、根管充填材が歯根尖まで完全に届いていなかったり、本来あるべきほど根管を密に充填していなかったりもする。 根管の治療中に歯根が穿孔してしまい、歯を充填するのが困難なこともある。この穿孔はミネラル三酸化物と呼ばれる天然セメントから派生した歯根修復材（日本ではよく「MTAセメント」と呼ばれる）で充填される場合がある。多くの場合、 専門家であれば失敗した根管を再治療することが可能で、最初の根管施術から数年後にはなるものの、それらの歯は（再治療によって）やがて治るという。
しかしながら、歯内治療を受けた歯の生存または機能性は、根尖治癒だけに限らず歯内治療の最も重要な転帰の側面である。根管腔の洗浄に一般的に使用されている物質では根管の滅菌が不完全だと、最近の研究は指摘している。根管治療に続いて適切に修復された歯は、97％近い長期成功率を生み出す。根管治療を受けた160万人超の患者を対象とした大規模調査では、術後8年経過して97％が歯を保持しており、再治療、根尖手術、抜歯といった厄介な出来事の大半は、最初の歯内治療後から3年以内に起こっていた。歯内治療を受けた歯は、主に修復不可能な齲蝕破壊が原因で抜歯する傾向があり、他には歯周囲を囲む歯冠隙間の不適合が細菌の侵入を招いている原因の場合や、頻度は少ないが歯内治療の失敗、垂直歯根破折、穿孔（施術失敗）といった歯内治療に関連した理由による抜歯もある。

## システム上の課題

歯根膜線維（I-Kに該当）を破壊しないことが、インプラント治療を上回る歯内療法の利点である。

感染した歯は体の他の部分に悪影響を及ぼす恐れがある。 近年の人工関節置換、修復不可能な先天性の心臓欠損、免疫不全といった特別な脆弱性を有する人達は、歯科施術中の感染拡大を防ぐために抗生物質を服用しなければならない場合もある。アメリカ歯科医師会は（根管治療を行う際の）いかなる危険性も適切に管理可能だと主張している。 根管治療が適切に行われると、感染した歯髄部分が歯から効率的に除去される。
1900年代初頭、壊死性歯髄がある歯や歯内治療歴のある歯に起因する細菌が、血流を介した細菌の移動を通して歯から離れた領域に慢性ないし局所感染を引き起こす可能性があると、数名の研究者が理論付けた。これは「病巣感染理論(en)」と呼ばれるもので、一部の歯科医がその理論で抜歯を主張するようになってしまった。
1930年代にこの理論は信用されなくなったが、信用のあやふやな初期研究を用いた『Root Canal Cover-Up Exposed（訳:暴露された根管隠蔽）』と言うタイトルの本によって近年この理論が復活しており、歯周病と心臓病、脳卒中、早産との相関関係を見出した疫学的研究によってさらに複雑化した 。この本の著者George Meinigは、何年にもわたって歯内療法に反対する強硬論者だった。以来、彼は重過失という理由で歯科免許を失い『Root Canal Cover-Up Exposed』は大きな批判を受けている。
菌血症（血流中に細菌がいる状態）は、例えば歯磨きなど毎日の様々な活動によって引き起こされうるが、出血を伴ういかなる歯科施術後でも発生する可能性がある。特にそれは歯の除去や抜くのに必要な力のため抜歯後に起こる可能性があるが、歯内治療を施された歯だけは菌血症や系統的疾患を引き起こさない。

## 代替案
根管療法の代替案としては、無治療または抜歯がある。 抜歯に続く補綴置換の選択肢には、デンタルインプラント、固定式の部分義歯（一般に「ブリッジ」と呼ばれる）、着脱可能な義歯などがある。痛み、感染症、歯が修復不能になるほどの歯牙感染悪化の恐れなどから治療は中止になるリスクがある（歯牙構造の過度な欠損が原因のことも多く、根管治療は成功しないだろう）。歯牙構造の著しい欠損が起きている場合、抜歯が唯一の治療法の選択肢になることもある。

### インプラント療法と歯内療法の比較
歯内療法とインプラント療法を比較した研究は、初期治療に関しても初期の歯内治療失敗を経た再治療に関してもかなり大量にある。歯内療法は歯根膜線維を破壊させずに行うことができ、患者が不適切に咀嚼したり顎関節を損傷するのを防ぐ重要な反射である、咬合フィードバック(occlusal feedback)に必要な固有受容を手助けする。当初の非外科的な歯内療法と単歯インプラントの比較では、どちらも似たような成功率となっていた。痛みと不快感がある点で両施術は似ているものの、顕著な相違としてインプラントを持つ患者は抜歯中に「人生最悪の痛み」を報告している。歯内療法での最悪の痛みは最初の麻酔薬注射で報告された。インプラントを受けている一部の患者は施術後の鈍痛を訴える一方で、歯内療法を受けている患者はその領域の「知覚過敏」を訴える。別の研究では、歯内療法の患者は治療翌日に最大の痛みを報告するのに対し、抜歯およびインプラント患者は手術後の週末に最大の痛みを報告することが判明した。
感染の重症度にもよるが、インプラントは歯の移植からクラウン装着までに通常3-6ヶ月の期間がかかる。性別に関して、女性は歯内療法後の心理的障害および歯のインプラント後の身体的障害を報告する割合が高い傾向があるが、男性はこれに関して統計的に有意な差が見られなかった。インプラントと比較して、歯内治療を受けた歯では咀嚼が著しく強くなる。単一歯のインプラントおよび歯内の顕微鏡手術後の初期成功率は、手術後2-4年間にわたって同程度だが、この期間を過ぎた後の歯内顕微鏡手術の成功率はインプラントと比べて減っている。
ある程度、施術の固有差もあって成功の基準は比較限定が難しいが、歯内療法の成功はX線写真にて根尖周囲の潰瘍がないこと、または画像にて歯根に目に見える空洞がないことだと定義される。他方、インプラントの成功はオッセオインテグレーション、あるいは隣接する上顎骨または下顎骨へのインプラント融着だと定義される。歯内治療を受けた歯は最終修復後のフォローアップ治療の必要性が大幅に少なくなるが、インプラントは治療を終えるためにより多くの装着品やメンテナンスを必要とする。社会経済的には、白人や裕福な患者はインプラント治療を選択する傾向があり、アフリカ系アメリカ人やさほど裕福でない患者は歯内療法をより好む傾向がある。